# نادي ديبورتيفو أوتررا
نادي ديبورتيفو أوتررا (بالإسبانية: Club Deportivo Utrera)‏ هو فريق كرة قدم إسباني مقره في أوتررا، في منطقة أندلسية المستقلة. تأسس في عام 1946.